# Krucifix (Kasalice)
Kovový kříž s korpusem Krista se nalézá u autobusové zastávky v obci Kasalice v okrese Pardubice u komunikace spojující obce Rohovládova Bělá a Pravy. 

## Dějiny
Podle nápisu na zadní straně krucifixu stával na uvedeném místě již před třemi sty lety dřevěný kříž, který byl v roce 1920 nákladem obce Kasalice nahrazen stávajícím kamenným křížem.
V průběhu let byl kovový kříž ukraden. Obnoven byl v průběhu roku 2024 v rámci celkového restaurování.

## Popis
Na hranolovém podstavci ztvárněném jako z lomových kamemů stojí nízký podstavec zakončený nahoře profilováním, na kterém stojí stéla se zlaceným nápisem „Kdo věří ve mne živ bude navěky. Jan 125.“ Stéla je nahoře zakončena trojúhelníkovou profilovanou stříškou. 
Do hřebene stříšky je zasazen kovový kříž s rameny zakončenými květinovým dekorem se zlaceným korpusem Krista, nad jehož hlavou je nápis INRI obklopený svatozáří.

## Galerie

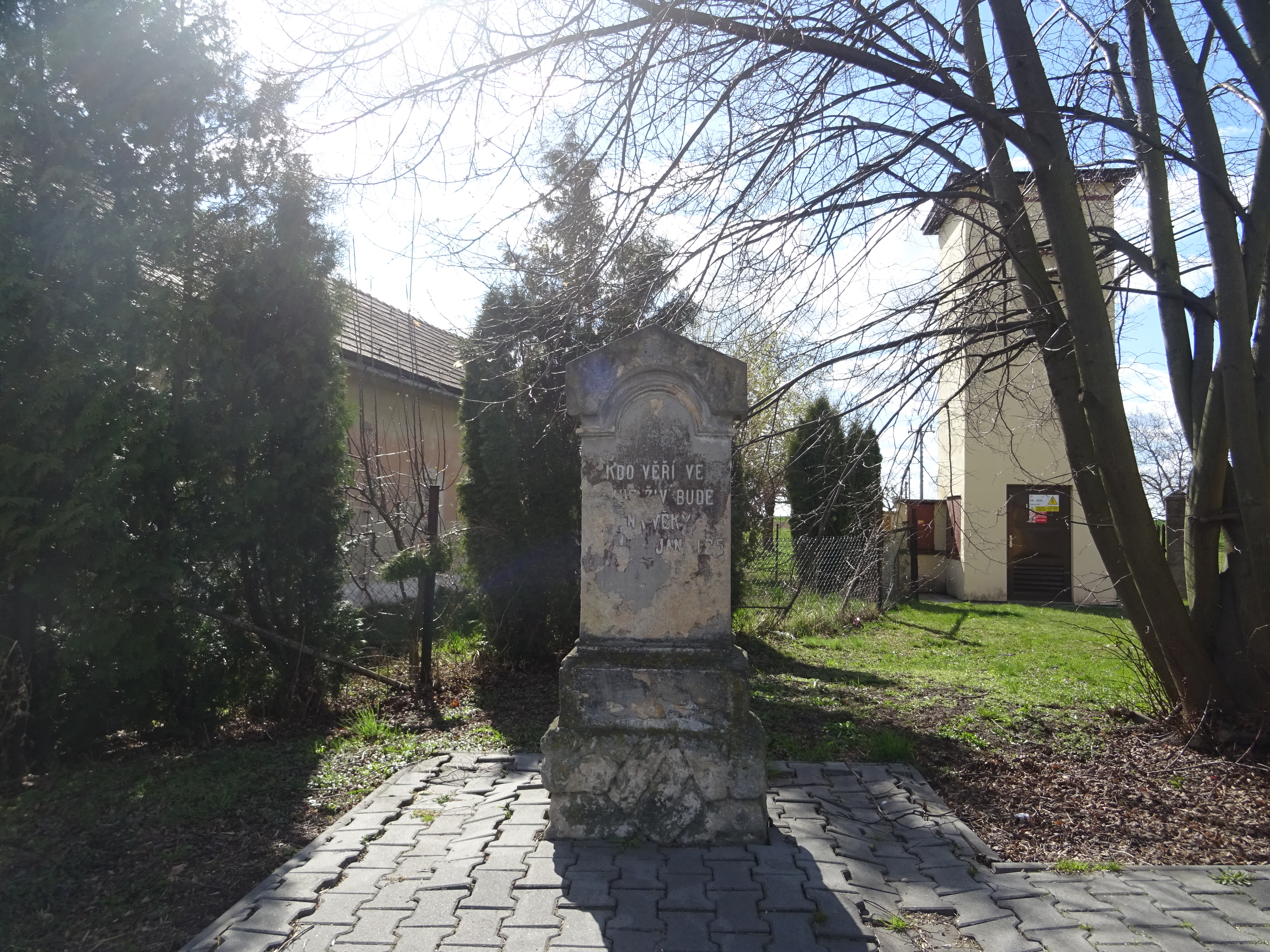
Krucifix v Kasalicích v roce 2022 před restaurováním
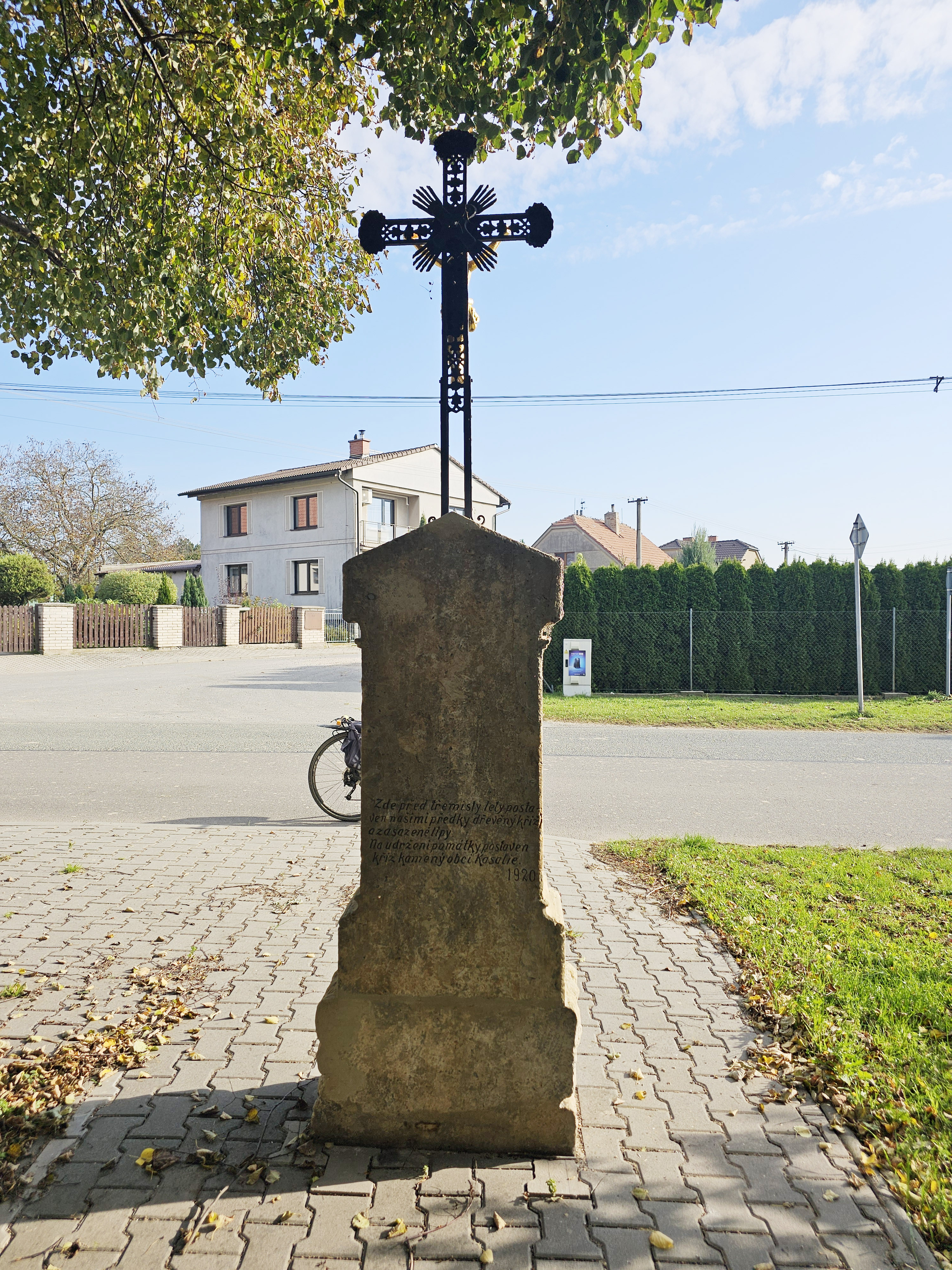
Zadní strana krucifixu v Kasalicích v roce 2024 po restaurování